# Come See About Me
Come See About Me è un singolo del gruppo femminile statunitense The Supremes, pubblicato nel 1964 dalla Motown.
Il brano è stato scritto dal trio di autori Holland-Dozier-Holland.

## Tracce
- 7"

1. Come See About Me
2. You're Gone, But Always in My Heart

## Formazione
- Diana Ross - voce
- Florence Ballard - cori
- Mary Wilson - cori
- The Funk Brothers - strumenti

## Cover
Una cover è stata pubblicata nel 1967 da Jr. Walker & the All Stars per l'album Home Cookin'.